# Роберте, Флоримон
Флоримон Роберте (фр. Florimond Robertet; около 1459/1466, Монбризон  — 29 ноября 1527, Париж) — французский государственный деятель конца XV — начала XVI века.

## Происхождение
Предки Флоримона Роберте — семья магистратов из Монбризона (графство Форе), служивших сюзеренам графства — роду Бурбонов. Отец Флоримона, Жан Роберте, был секретарём Счётной палаты Форе, бальи Юссона и Исуара, советником герцогов де Бурбон, а позднее перешёл на службу к королю Людовику XI. В 1469 году король, основавший рыцарский орден Святого Михаила, сделал Роберте первым секретарём ордена, в обязанности которого входило составление устава и ведение протоколов на собраниях рыцарей. С 1470 по 1492 год Роберте занимал должность королевского секретаря у Людовика XI, регентов Анны де Божё и Пьера де Бурбона и юного Карла VIII. Кроме того, Жан Роберте пользовался известностью как поэт, был принят в кругу Карла Орлеанского и при дворе герцогов Бургундских.

## Биография
Точная дата рождения Флоримона Роберте неизвестна. Он изучал свободные искусства в Лионе и право в Орлеане и начинал карьеру на службе Бурбонам. Около 1490 года Пьер де Бурбон порекомендовал Роберте Карлу VIII, и тот, как и отец, вошёл в число королевских секретарей. В 1495 году Флоримон получает пост секретаря, подписывающего все финансовые документы, связанные с королём; таким образом, он вошёл в престижную группу королевских секретарей, чья работа оплачивалась выше остальных и считалась в королевской администрации наиболее важной.
В 1494–1495 годах Роберте сопровождал Карла VIII в Итальянском походе французской армии. По словам Филиппа де Коммина, он участвовал в мирных переговорах с делегатами Священной лиги после битвы при Форново:

Я ответил, что один, без свидетелей, не пойду, и взял с собой королевского секретаря Роберте, своего слугу и герольда. Итак, я переправился через реку. Мне казалось, что даже если я ничего и не добьюсь, то все равно, выступив в качестве посредника, я выполню свой долг по отношению к собравшимся… После этих переговоров я откланялся и сказал, что вернусь к ним до наступления ночи, и мы заключили перемирие на этот день.
Вернувшись с секретарем к королю, я сообщил свои новости; король собрал совет в убогой комнатушке, но никакого решения принято не было, и все только смотрели друг на друга. Король… распорядился, чтобы я вернулся к ним, дабы узнать, что они скажут… а кардинал потом добавил, чтобы я не вступал ни в какое соглашение.
— Филипп де Коммин, «Мемуары» (1489–98)
Но на следующее утро французы свернули лагерь и отправились дальше на север, и переговоры о мире возобновились гораздо позже.
В 1501 году, уже при Людовике XII, Роберте занял должность одного из четырёх казначеев Франции (казначеи отвечали за сбор доходов с королевского домена; зоной ответственности Роберте была Нормандия). Однако его влияние не ограничивается формальными обязанностями. В ведение Роберте, знавшего три иностранных языка (немецкий, итальянский и испанский), постепенно переходит дипломатическая переписка и сношения с послами других государств. В инструкции флорентийской Синьории Никколо Макиавелли, послу республики во Франции (1500), в качестве трёх главных лиц французского правительства названы фаворит Людовика XII Жорж д’Амбуаз, маршал де Жье и Флоримон Роберте. Историк Адольф Шерюэль пишет, что Роберте личным авторитетом придавал веса занимаемым должностям (а не наоборот), и после него звание королевского секретаря стало более почётным. Начиная с 1510 года, когда умер кардинал д’Амбуаз, Роберте де-факто являлся первым министром королевства, «ухом и языком короля» (фр. l’oreille et la langue du roi).
В 1513 году, несмотря на тяжёлое положение французов на Апеннинах, Роберте сумел возобновить союз с Венецией, а в следующем году заключил мир с Англией, выступавшей на стороне антифранцузского альянса. Тогда же он помог устроить две свадьбы: овдовевшего Людовика XII с сестрой короля Англии Марией Тюдор и принца Франциска Ангулемского (будущего Франциска I) с дочерью Людовика Клод Валуа.
С воцарением Франциска I (1515) Роберте сохранил своё положение — нового короля и его мать, Луизу Савойскую, уже давно связывали с казначеем близкие отношения. Он сопровождал Франциска в кампании, закончившейся победой при Мариньяно, и вёл переговоры с папой в Болонье о статьях мирного договора. В 1518 году Франциск I пожаловал Роберте титулы барона д’Аллюи и де Бру.
Во время нового похода Франциска за Альпы Роберте остался во Франции (в силу преклонного возраста), будучи правой рукой регентши Луизы Савойской. Когда король попал в плен после битвы при Павии (24 февраля 1525), Роберте сосредоточил усилия на сборе выкупа, который запросил за Франциска I Карл V, а также на дипломатических переговорах с послами и монархами других стран Европы — они легли в основу создания Коньякской лиги (1526). В 1527 году Флоримон Роберте скончался.

## Роберте и искусство Ренессанса
Роберте несколько раз бывал в Италии (1494–1495, 1499–1502, 1515–1516) и был хорошо знаком с ренессансной культурой своего времени. Богатство и высокое положение позволяли ему иметь дело с лучшими мастерами Высокого Возрождения: около 1501 года Роберте заказал Леонардо да Винчи картину «Мадонна с веретеном», а в 1508 году получил в дар от флорентийской Синьории бронзовую статую Давида — копию знаменитой работы Донателло, которую изготовил Микеланджело Буонарроти. «Мадонна…» считается утраченной; известны две копии, выполненные либо самим Леонардо, либо его учениками. Одна из них иногда атрибутируется как оригинал.
При Людовике XII королевский двор часто находился в Блуа, поэтому Роберте выстроил здесь собственный особняк — отель д’Аллюи (фр. hôtel d’Alluye). Строительство заняло примерно десять лет — с 1498-го по 1508 год. Отель д’Аллюи стал первым зданием в Блуа, выстроенным и отделанным в ренессансном стиле (с элементами традиционной для Франции готики). Во дворе особняка был установлен бронзовый Давид, а стены галерей украшены медальонами с портретами римских императоров, также привезёнными из Италии.
В 1511 году Роберте приобрёл поместье Бюри недалеко от Блуа и распорядился выстроить там замок (существовавший ранее лежал в руинах). Работы над замком Бюри были завершены к 1524 году. Планировка строений замка и прилегающего пространства выполнена в духе итальянского Возрождения: Роберте гостил на вилле Медичи во Фьезоле и стремился воспроизвести у себя террасные сады, которые там видел. Сады Бюри располагались на холме, откуда открывался вид на замок и леса окрестностей Блуа. В 1579 году архитектор и гравёр Жак Андруэ Дюсерсо включил Бюри в число прекраснейших зданий Франции.
С середины XVII века замок приходил в запустение и разрушался, со временем от него остался только фундамент. Вместе с замком был утрачен и Давид, «переехавший» в Бюри после смерти Флоримона Роберте.
- Набросок статуи Давида (Микеланджело, Лувр)
- План замка Бюри (по гравюре Жака Андруэ Дюсерсо)
- Фасад отеля д’Аллюи (2011)
- Внутренний двор и галереи отеля д’Аллюи (2010)

## Семья
Около 1501 года Роберте женился на Мишель Гайяр де Лонжюмо. Этот брак позволил ему породниться с целой группой высокопоставленных финансистов и чиновников, среди которых были Гийом Брисонне и Антуан Дюпра. Невеста была младше жениха на пятнадцать лет.
Дети:
- Клод (1505–1567), барон д’Аллюи и де Бюри (с 1566 года[9]). Сменил отца на должности казначея Нормандии[2]. Женился на Анне Брисонне. Их сын, Флоримон III Роберте, исполнял обязанности государственного секретаря по иностранным делам с начала правления Карла IX и до своей смерти (1569).
- Анна (1506–1585).
- Франсуа (ум. 1588), сеньор де Бру и де Ла Гирш, крестник Франциска I. Сменил Флоримона Роберте на должности государственного секретаря по финансам[2].
- Франсуаза (1519–1580), дама д’Аллюи. Была замужем за Жаном Бабу де Лабурдезьером (1539) и вторым браком за Жаном д’Омоном, маршалом Франции (после 1569). Внучка Франсуазы Роберте (через старшую дочь от первого брака) — знаменитая Габриэль д’Эстре, официальная фаворитка Генриха IV[Комм 5].
- Луиза (1520–1589).

## Факты
Флоримон Роберте покровительствовал Клеману Маро и был близким другом гуманиста Гийома Бюде, основателя Коллеж де Франс. Бюде переписывался с сыновьями Роберте на латыни и греческом (сохранились 16 писем, написанных в 1520-х годах), а Маро написал поэму на смерть своего патрона — «Оплакивание Флоримона Роберте» (фр. Déploration de Florimond Robertet).

## Комментарии
1. ↑  Имеется в виду Гийом Брисонне, генеральный сборщик налогов Лангедока и ближайший советник Карла VIII. Во время пребывания французских войск в Риме папа по просьбе короля произвёл его в сан кардинала Сен-Мало.
2. ↑  Тем не менее, в этой сфере последнее слово всегда оставалось за кардиналом д’Амбуазом, пока тот был жив.
3. ↑  В 1512 году незаконная дочь мужа Луизы Савойской, воспитывавшаяся вместе с их общими детьми, вышла замуж шурина Роберте.
4. ↑  Изначально подарок предназначался маршалу де Жье, однако в 1504 году он впал в немилость, и Давида «унаследовал» Роберте.
5. ↑  От старшего сына Генриха IV и Габриэль пошёл род герцогов Вандомских, который в 1643 году через брак породнился с представителем Савойской династии, а к ней, в свою очередь, принадлежала Мария Аделаида Савойская — жена Луи де Бурбона, старшего внука Людовика XIV, и мать его сыновей. Таким образом, Флоримон и Франсуаза Роберте являются прямыми предками короля Франции Людовика XV и его внуков — Людовика XVI, Людовика XVIII и Карла X.